# منصور حسینی (هنرمند)
منصور حسینی (فارسی: منصور حسینی؛ زادهٔ ۱۹۶۷ (۵۷–۵۸ سال)) موسیقی‌دان و آهنگساز اهل ایران و ساکن سوئد است.
حسینی نوازنده سازهای کوبه‌ای و آهنگساز موسیقی کلاسیک ایرانی-سوئدی، متولد ایران، که در پاریس و بروکسل تحصیل کرده است. آثار او شامل موسیقی مجلسی و قطعات ارکسترال است. او گروه تموس را در گوتنبرگ تأسیس کرد که بر موسیقی تئاتر تمرکز دارد.